# 少药八角
少药八角（学名：Illicium oligandrum）是八角茴香科八角属的植物，是中国的特有植物。分布在中国大陆的广西、海南等地，生长于海拔700米至1,200米的地区，多生长于疏林、近山顶密林以及灌丛中，目前尚未由人工引种栽培。